# Ravnil, Smolean
Ravnil (în bulgară Равнил) este un sat în comuna Madan, regiunea Smolean,  Bulgaria. 

## Demografie
Componența etnică a satului Ravnil
     Turci (3,54%)
     Nicio identificare (41,13%)
     Bulgari (48,93%)
     Romi (0%)
     Altele (6,38%)
La recensământul din 2011, populația satului Ravnil era de 141 locuitori. Nu există o etnie majoritară, locuitorii fiind bulgari (48,93%) și turci (3,54%). Pentru 41,13% din locuitori nu este cunoscută apartenența etnică.